# Silke Hauck
Silke Hauck (* 1969 in Zweibrücken) ist eine deutsche Jazz-, Blues-, Pop- und Soulsängerin.

## Karriere
1992 erschien unter dem Pseudonym Chelsea ihre erste Single „Let the wind change“ (Grunge-Pop), ein weiterer Titel wurde auf einer Kompilation des Saarländischen Rundfunks veröffentlicht. 1997 erschien die deutschsprachige Maxi-Single „Diese Nacht, noch ein Tag“, mit ihrer neuen Band hatte sie einen TV-Auftritt bei RTL.
1999 unternahm sie einen Ausflug in die Welt von Bertolt Brecht und Kurt Weill und veröffentlichte das Album „LIEDERlichkeiten“. Im gleichen Jahr wurde sie mit dem Muddy’s Award vom Jazz- & Bluesforum Rhein-Neckar ausgezeichnet. 2000 startete die „Silke Hauck Nacht“ im Mannheimer Schatzkistl, ein Nachtprogramm mit wechselnden künstlerischen Gästen.
2001 erschien eine weitere Maxi-Single mit dem Titel „Ich lieb‘ die Männer“. Ihre Premiere als Autorin hatte Silke Hauck 2002 mit der Veröffentlichung des Buches „Keiner ist zu blöd ein Schwein zu sein“.
Im Jahr 2004 veröffentlichte Hauck ihr erstes englischsprachiges Album „mellow blue“ mit zwölf Liedern aus eigener Feder und einer Coverversion. 2006 war sie als Studiosängerin mit auf dem Lied „Dieser Weg“ von Xavier Naidoo. Pro 7 übernahm zwei Lieder aus dem Album „mellow blue“ für die Telenovela „Lotta in Love“. Der Titelsong der 2007 veröffentlichten CD „frozen tears“ erschien vorab auf einer Compilation.
2008 veröffentlichte sie das neue Album „Swingin' Emotions“ mit der Rhinestream Jazzband und Jochen Brauer. Im Juni 2009 erschien das Album „Stay For Good“ bei Starfish Music.
Seit 2011 ist sie bei 7us Media group, Winnenden, unter Vertrag und veröffentlichte dort die Alben „Light and Love (Best of)“, „Bad Weeds grow tall“ und „Running scared“, außerdem eine Reihe von Singles.

## Diskografie
Alben
- 1999: Liederlichkeiten
- 2004: Mellow Blue
- 2007: Frozen Tears
- 2008: Swingin' Emotions 1
- 2009: Stay for Good
- 2011: Light and Love
- 2014: Bad Weeds Grow Tall
- 2018: Running Scared

## Videos
- Good turns to bad
- Up and down
- What if I told you
- Year of the dragon
- Big girls don't cry